# Jurij Kunaver
Jurij Kunaver, slovenski geograf in pedagog, *13. junij 1933, Ljubljana.

## Življenje in delo
Jurij Kunaver, redni profesor v pokoju in zaslužni profesor Univerze v Ljubljani, se je rodil v Ljubljani očetu Pavlu Kunaverju, znanemu slovenskemu geografu, pedagogu, ljubiteljskemu astronomu, skavtu, jamarju, alpinistu, in materi Henrieti. V Ljubljani je obiskoval tudi osnovno vadnico Učiteljišča in Klasično gimnazijo in leta 1958 diplomiral iz geografije na Prirodoslovno-matematični fakulteti Univerze v Ljubljani. Za diplomsko nalogo Visokogorski kras Vzhodnih Julijskih in Kamniških Alp je prejel študentsko Prešernovo nagrado 8. februarja 1959. Med letoma 1959 – 1961 je poučeval geografijo na Učiteljišču v Ljubljani, od leta 1961 – 1974 je bil asistent na Oddelku za geografijo Filozofske fakultete. V študijskem letu 1967/68 je bil na 10-mesečnem podiplomskem študiju v Oxfordu v Združenem kraljestvu. Jeseni 1972 je na Filozofski fakulteti v Ljubljani doktoriral z zagovorom teze Geomorfološki razvoj Kaninskega pogorja s posebnim ozirom na razvoj glaciokrasa in bil za doktorja geografskih znanosti promoviran leta 1973. Od 1974 do 1986 je na Pedagoški akademiji Univerze v Ljubljani predaval sprva kot profesor višje šole, od 1978 pa kot docent fizično geografijo z matematično geografijo, regionalno geografijo Evrope s Sovjetsko zvezo, regionalno geografijo Azije in Avstralije ter regionalno geografijo Slovenije. 1984 je bil izvoljen za izrednega profesorja za geografijo. Od 1986 do 2000, ko se je upokojil, je bil zaposlen na Filozofski fakulteti Univerze v Ljubljani, od 1993 kot redni profesor za fizično geografijo in didaktiko geografije. Ves ta čas je predaval geomorfologijo in didaktiko geografije, vmes (1992–94) pa še metodologijo geomorfologije in klimatogeografijo, geografijo krasa od 1993 do 1998 in od 1993 do 2000 je vodil študijsko usmeritev geografija krasa.
V svoji karieri je, bodisi na oddelku za geografijo na Pedagoški akademiji in drugod kot zunanji sodelavec deloval na: 
- Oddelku za geografijo Pedagoške fakultete Univerze v Mariboru, kjer je od 1989 do 1991 kot zunanji sodelavec predaval geomorfologijo, od 1992 do 1993 pa  didaktiko geografije;
- katedri za obramboslovje Fakultete za družbene vede v Ljubljani je od 1989 predaval Vojaško zemljepisje, sprva za izredne študente, od 1993 do 1997 pa za redne študente v okviru predmeta geografija in prostorska informatika;
- Oddelku za krajinsko arhitekturo Biotehnične fakultete v Ljubljani (1990–1992), kjer je predaval fizično geografijo.

Poleg pedagoškega dela je bil tudi dekan Pedagoške akademije Univerze v Ljubljani (1977–79), predsednik gradbenega odbora za izgradnjo Pedagoškega centra za Bežigradom (1978–84), predsednik izvršilnega odbora FF (1990–92), predstojnik Oddelka za geografijo (1992–94), predsednik predmetne kurikularne komisije za geografijo (1996–1998) in predsednik razširjene predmetne skupine za geografijo pri Zavodu za šolstvo RS (1998–2006).
Kot aktiven jamar in planinec je bil tudi predsednik Društva za raziskovanje jam Ljubljana (1964–66), pa tudi član 4. jugoslovanske himalajske alpinistične odprave na Makalu (1972).
Bil je pobudnik in organizator strokovnih srečanj jugoslovanskih geomorfologov, predsednik Geografskega društva Slovenije (1980–1984), predsednik Zveze geografskih društev Slovenije (1984–1988), pobudnik in vodja Ilešičevih dnevov, vsakoletnega strokovnega seminarja za učitelje geografije (1985–1997), osnoval je revijo Geografija v šoli (1993), vodil ali sodeloval je pri organizaciji številnih domačih in mednarodnih strokovnih srečanj s področij geografije, geografije krasa in didaktike geografije. Posledično je uredil več zbornikov.
V okviru ZOTKS – Zveza organizacij za tehnično kulturo Slovenije je od leta 1985 do 1987 vodil tri alpske mladinske raziskovalne tabore v Bovcu in leta 1988 izdal zbornik Pokrajina in ljudje na Bovškem. Leta 2002 je za Zgodovinsko sekcijo v Bovcu uredil domoznanski zbornik Soški razgovori I. Leta 2009 je za ATC Bovec pripravil naravoslovno učno pot na Prestreljeniških podih v Kaninskem pogorju, leta 2011 pa je uredil in s sodelavci izdal naravoslovni, zgodovinski in turistični vodnik Kaninsko pogorje.
Bil je med pobudniki in organizatorji prvega simpozija o vojaški geografiji v Slovenije (Ljubljana, 8 – 9. maj. 2000), pobudnik in soustanovitelj Društva učiteljev geografije Slovenije (5. – 7. november 1998), ter pobudnik in soustanovitelj Geomorfološkega društva Slovenije (16. 12. 1996). Pri izdaji zbornika Podobe kraja je 2001 strokovno sodeloval s Slovenjegoriškim forumom v Cerkvenjaku. Bil je tudi sodelavec in soavtor pri ureditvi učnih poti Kraška vodna učna pot Stanka Buserja in Pot treh ponikovških mož v Ponikvi pri Šentjurju leta 2010 ter učnih poti Virje, Boka in Letališče na Bovškem, leta 2014.
Napisal je knjigo o svojem očetu: Pavel Kunaver - Sivi volk : pričevanja o vzgojitelju, geografu, alpinistu drenovcu, jamarju, skavtu - taborniku, astronomu, umetniku, naravovarstveniku in pisatelju (2018).

## Raziskovalna in publicistična usmeritev
- splošna geomorfologija,
- geografija gorskih območij,
- visokogorski ledeniški kras,
- geomorfologija ledeniškega reliefa,
- zemljepisna imena gorskih območij,
- didaktika geografije,
- srednješolski geografski učbeniki in
- regionalno-geografski in poljudno znanstveni članki.

## Odlikovanja in priznanja
Prejel je dve državni odlikovanji:
- Red dela z zlatim vencem , 4. 11. 1988
- Nagrada Republike Slovenije za življenjsko delo v vzgoji in izobraževanju na področju visokega šolstva, 9. 10. 2000

Dve priznanji Univerze v Ljubljani:
- Zlata plaketa Univerze v Ljubljani, (18.4.) 1987
- Zaslužni profesor Univerze v Ljubljani, 2005

Dve priznanji Filozofske fakultete:
- Priznanje ob 80-letnici ustanovitve oddelka za geografijo FF, november 1999
- Veliko priznanje za uspešno znanstveno, pedagoško in strokovno delo na FF, 14. 12. 1999

Dve priznanji Pedagoške fakultete v Ljubljani:
- Zlata plaketa  ob 40-letnici Pedagoške akademije Univerze v Ljubljani, 17.11.1988
- Zlata plaketa ob 60-letnici Pedagoške fakultete, 27. 9. 2007

Je častni član Društva učiteljev geografije Slovenije od 10.10.2014, od katerega je že leta 2007 prejel Kocenovo priznanje za življenjsko delo.
Poleg navedenega je prejel tudi tri občinska priznanja: 
- Slomškova plaketa, 23. 4. 2010, občina Šentjur;
- Priznanje občine Bovec, 3. julij 2010 in
- Priznanje župana Cerkvenjaka Marjana Žmavca, junij 2012.

Od leta 2000 do danes (2019) je mentor na Univerzi za tretje življenjsko obdobje v Ljubljani, kjer trem študijskim skupinam predava Geografijo Slovenije in strokovno in vsebinsko pripravlja študijske ekskurzije.

## Izbrana bibliografija
Jurij Kunaver ima objavljenih 568 bibliografskih enot bodisi kot avtor ali soavtor. V nadaljevanju so naštete le nekatere:
- KUNAVER, Jurij (avtor, fotograf), LOVRENČAK, Franc, SENEGAČNIK, Jurij (fotograf, avtor), DROBNJAK, Borut (avtor, fotograf), PAK, Mirko (avtor, fotograf), LUŽEVIČ, Marjan, KLEMENČIČ, Marijan M.. Geografija za srednje šole, 1. izd. Ljubljana: DZS, 2004,  ISBN 86-341-1804-5.
- KUNAVER, Jurij, DROBNJAK, Borut (avtor, fotograf), KLEMENČIČ, Marijan M., LOVRENČAK, Franc, LUŽEVIČ, Marjan, PAK, Mirko, SENEGAČNIK, Jurij, BUSER, Stanko. Obča geografija za 1. letnik srednjih šol. 7. izd. Ljubljana: DZS, 2001, ISBN 86-341-1565-8
- KUNAVER, Jurij (avtor, fotograf), DROBNJAK, Borut, KLEMENČIČ, Marijan M., LOVRENČAK, Franc, LUŽEVIČ, Marjan, PAK, Mirko, SENEGAČNIK, Jurij (avtor, fotograf). Obča geografija za 1. letnik srednjih šol, Delovni zvezek. 8. izd. Ljubljana: DZS, 2003, ISBN 86-341-1813-4.
- Geomorfološki razvoj Kaninskega pogorja s posebnim ozirom na glaciokraške pojave. Ljubljana. COBISS- ID 10576429
- Kaninsko pogorje in učna pot na Prestreljeniških podih - naravoslovni, zgodovinski in turistični vodnik. Bovec.  ISBN 978-961-269-477-7
- Naš alpski svet, (Zbirka Pelikan). 2. popravljeni ponatis. Ljubljana: Mladinska knjiga, 1992. 32, ISBN 86-11-12492-8
- KUNAVER, Jurij, LIPOVŠEK, Igor, PAK, Mirko, LUŽEVIČ, Marjan, KLEMENČIČ, Marijan M.. Geografija,  (Družboslovje). 1. izd. Ljubljana: DZS, 2011, ISBN 978-86-341-2417-0
- Geografski terminološki slovar, Založba ZRC SAZU, 2005, ISBN 961-6500-92-9.
- Kras v slovenskih geografskih učbenikih. Geografski obzornik, 1987, ISSN 0016-7274 COBISS.SI-ID 18280290
- Visokogorski kras vzhodnih Julijskih in Kamniških Alp. Geografski vestnik, 1961, ISSN 0350-3895, COBISS.SI-ID 18268770
- GAMS Ivan, KUNAVER Jurij, RADINJA Darko, Slovenska kraška terminologija (Slovene Karst terminology), Katedra za fizično geografijo Oddelka za geografijo FF, 1973, COBISS.SI-ID 18172258
- S kladivom in kompasom po dolini Baruna, KUNAVER Aleš, Makalu, Mladinska knjiga, 1974, COBISS.SI-ID 48175714
- H geomorfološkemu razvoju Bovške kotline v pleistocenu, Geografski vestnik, 1975, ISSN 0350-3895, COBISS.SI-ID 18270562
- Pavel Kunaver - Sivi volk : pričevanja o vzgojitelju, geografu, alpinistu drenovcu, jamarju, skavtu - taborniku, astronomu, umetniku, naravovarstveniku in pisatelju (Ljubljana, Mladinska knjiga, 2018, ISBN 9789610157229)